# سلطنة نجد
سلطنة نجد او السلطنة السعودية  هي فترة الحكم التي حكم السلطان عبد العزيز بن عبد الرحمن بن فيصل آل سعود بعد دخول قواته حائل ونهاية حكم آل رشيد ، وبدأ بتسمية سلطنة نجد عام 1921م وقام بتبديل التسمية عام 1926م ليسمى بعدها مملكة الحجاز ونجد وملحقاتها.